# Margaux Chatelier
Margaux Chatelier (* 21. März 1990 in Bruges) ist eine französische Filmschauspielerin und Tänzerin.

## Leben
Margaux Chatelier begann mit 11 Jahren ihre Ausbildung zur Tänzerin an der École de danse de l’Opéra de Paris. 2006 er hielt sie die Titelrolle im Tanzfilm-Märchen Aurore. 2012 spielte sie in Paris-Manhattan mit und 2013 in Belle & Sebastian als „Angelina“ und in Zärtlichkeit als „Alison“.

## Filmografie (Auswahl)
- 2006: Aurore
- 2006: Commissaire Magellan (Fernsehserie, Folge 1x01)
- 2010: Julie Lescaut (Fernsehserie, Folge 20x03)
- 2010: Profiling Paris (Profilage, Fernsehserie, Folge 2x07)
- 2011: Auf der Suche nach der verlorenen Zeit (À la recherche du temps perdu)

- 2012: Paris-Manhattan
- 2012: La baie d'Alger (Fernsehfilm)
- 2013: Belle & Sebastian (Belle et Sébastien)
- 2013: Zärtlichkeit (La Tendresse)
- 2015: Sebastian und die Feuerretter (Belle et Sébastien: l’aventure continue)
- 2016: Outlander (Fernsehserie, 2 Folgen)
- 2017: Belle & Sebastian – Freunde fürs Leben (Belle et Sébastien 3 : Le Dernier Chapitre)
- 2018: Abdel et la comtesse
- 2018: Genius (Fernsehserie, 2 Folgen)
- 2019: Das Mädchen mit den blauen Augen (Un avion sans elle, Fernsehserie, 4 Folgen)
- 2019: Replay (Miniserie, Folge 1x05)
- 2020: Au-dessus des nuages (Fernsehfilm)
- 2020: De Gaulle, l'éclat et le secret (Fernsehserie, 6 Folgen)
- 2023: Les Gouttes de Dieu (Fernsehserie, 3 Folgen)
- 2023: Follia

## Film
- Emilie Georges presente Margaux Chatelier. Aurore, un film de Nils Tavernier avec la participation de Nicolas Le Riche. Mit Interviews und ausführlichen Filmografien der Produzentin Émilie Georges, des Regisseurs Nils Tavernier (* 1965), des Tänzers Nicolas Le Riche, von Mitgliedern der Filmcrew und der Schauspieler.